# Taizanes
Taizanes (em grego: Ταιζάνης) foi um chefe árabe do século VI. Em ca. 530, apoiou os súplicas dos cativos romanos mantidos pelo rei lacmida Alamúndaro (r. 505–554) por tempo para que o império arrecadasse dinheiro de resgate em Antioquia.